# The Incredibly Strange Creatures Who Stopped Living and Became Mixed-Up Zombies
The Incredibly Strange Creatures Who Stopped Living and Became Mixted-Up Zombies este un film de groază britanic din 1964 regizat de Ray Dennis Steckler. Rolurile principale sunt interpretate de actorii Ray Dennis Steckler și Brett O'Hara.

## Distribuție
- Ray Dennis Steckler - Jerry
- Brett O'Hara - Madame Estrella
- Atlas King - Harold
- Sharon Walsh - Angela
- Pat Kirwood - Madison
- Erina Enyo - Carmelita
- Toni Camel - Stella
- Don Russell - Ortega
- William Turner - Himself
- Steve Clark - 2nd Policeman
- Neli Stillman - Barker
- Joan Howard - Angela's Mother
- Titus Moede - Hobo
- Gene Pollock - Night Club Manager
- Son Hooker - 1nd Policeman